# ねジこ
『ねジこ』は、千里ちひろによる日本の漫画作品。『ねこぱんち』（少年画報社）にて連載された。
英題は『NEZIKO』。連載用のタイトルロゴには「カラクリクロネコ」と付記されている。

## 概要
カラクリ猫のねジこが、彼が「師匠」と呼ぶ野良猫の交流を通じて猫らしさを学んでゆく様子を描いたギャグ漫画。
第1期は72号（2012年）に単発で発表された後、76号（2012年）から79号（2013年）まで連載された。全6話。
第2期は『ねジこ バージョンアップ』（英題は『NEZIKO UPGRADE』）のタイトルで82号（2013年）から102号（2015年）まで連載された。単行本での話数は第1期からの連番となっている。
第3期は『ねジこ ちぇんじあっぷ』のタイトルで104号（2015年）より連載中。

## 主なキャラクター
ねジこ
背中に大きなネジがある、黒猫をモデルにしたカラクリ猫。一人称は「ボク」で語尾に「○○なんだね」と付ける癖がある。
カラクリ猫であるため、「ロケットで空を飛ぶ」「目から光線が出る」「口がプリンターになる」など普通の猫にはあり得ない機能を持つ。
無表情な顔やその言動から気味悪がられることが多い。また、真面目に行動しているつもりが、加減を知らないため周囲に迷惑をかけてしまうことが多々ある。これらの点については本人も気にしている。
生身の猫ではないため猫らしさをよく理解できておらず、それを学ぼうとして師匠に近づいた。
師匠との交流によって様々なことを学んだが、それによって得た情報が処理能力を超えたため、第1期最終話で壊れる寸前に陥ってしまう。しかし、博士に強制終了させられたため完全に壊れることは免れた。そして博士に修理され、第2期第1話で復活を遂げた。
普段は温厚だが怒らせると怖く、得意技「ねジこパンチ」で相手が降伏するまで攻撃を続ける。ただし、それは「肉球で相手を触りまくり、気持ちよさで戦意喪失させる」というものであり、自らの意思で他者を傷つけることはしない。
第2期最終話で突然博士の娘に引き取られることになり、その際に博士にそっけない態度を取られたことから、第3期では人間不信に陥っている様子が見られる。
師匠
ねジこが慕う野良猫。「師匠」というのは、ねジこが一方的に使っている呼称。決まった名前があるわけではなく、人間からは「トラ吉」「ドラ公」など様々な呼び方をされている。一人称は「俺」。
当初はねジこに付きまとわれて嫌がっていたが、ねジこの気持ちを知って猫らしさを教えるようになる。いつしかねジこのことを大切に思うようになり、強制終了させられた時は（その意味をすぐに理解できなかったせいもあるが）涙を流しながら博士に噛み付いた。
人間の前で意図的に可愛く振る舞い、都合よく利用しようとするしたたかさを持つが、ねジこを気味悪がりながらも受け入れる、子供から逃げる時にも傷つけないようにタイミングを見計らうなど、本質的には優しい性格。
「文字の概念を知っている（ただし読むことはできない）」「カメラや写真のみならず盗撮の概念まで知っている」など、人間の文明を理解する高度な知能を持つ。ねジこがカラクリ猫であることもすぐに理解していた。
博士
ねジこを造った科学者。
第2期最終話で娘にねジこを引き渡す際には、それまでとは打って変わってそっけない態度を見せたが、その真意は不明。
キティ
裕福な家の飼い猫。
迷子になった際にねジこに出会い、家に帰れない不安や寂しさを紛らわすためにねジこをいじめていたが、飼い主から貰った大切な首輪を失くしたことに気付いた時、ねジこが自ら捜索を手伝ってくれたことで改心した。その後無事に家に帰れたものの、首輪を見つけた時のねジこの行動に驚いて逃げてしまったため、首輪を返してもらい忘れ、しかもその後はにゃにこの時のことを話すまで首輪のことを忘れていた。
はにゃ
ハーネスのような飾りを付けた黒猫。
引っ越してきて間もない頃、ナメられないようにと他の猫を次々と襲っていた。しかし、限度を超えた乱暴ぶりと師匠を傷つけたことがねジこの怒りを買い、ねジこパンチで敗北させられた。その時の脱力した様子から「はにゃ」「はにゃさん」と呼ばれるようになったが、本人は嫌がっている。それ以降はある程度おとなしくなり、ねジことも比較的仲良くしている。自分の扱われ方に不満を言うこともあるが、ねジこパンチがトラウマになっているため逆らえない。
博士の娘
猫を飼いたがっていた自分の娘のために、博士にねジこを造るよう頼んでいた。ねジこが完成していたにもかかわらず知らされていなかったことに気付き、半ば強引にねジこを引き取っていった。すべては娘のためであり、自身はねジこに対して愛情を見せることはない。

## その他
第12話（第2期第6話）で街に貼られている「ハロウィン ペットコスプレコンテスト」のポスターには、作者の別作品『シロクロCOLOR』（本作の単行本第1巻に併録）のキャラクター「カラー」が描かれている。